# Хатгал
Хатгал (монг. Хатгал) — посёлок на севере Монголии, в сомоне Алаг-Эрдэнэ аймака Хувсгел. Расположен на южном берегу озера Хубсугул, в 101 км по автодорогам от города Мурэн и в 757 км от Улан-Батора. Имеется небольшой порт и аэропорт. Наряду с Ханхом является крупнейшим туристическим центром на берегу Хубсугула.

## История
Хатгал был основан, как форпост империи Цин, в 1727 году. К 1910 году это был небольшой населённый пункт, образованный главным образом за счёт торговли с Россией. В 1914 году через Хатгал была построена телеграфная линия, соединяющая российскую границу с городом Улясутай; в 1921 году в Хатгале жили около 150 русских поселенцев. В том же году становится административным центром региона, а в 1931 году — центром нового аймака Хувсгел, однако уже в 1933 году центр аймака был перемещён в город Мурэн.
Во время МНР Хатгал активно развивался, порт города специализировался на транспортировке нефтепродуктов из СССР в Монголию, которая в летнее время осуществлялась по воде, а в зимнее время по т. н. зимнику, проложенному по льду озера.
На 1990 год здесь проживало около 7000 человек, однако прекращение транспортных связей и закрытие местного завода по переработке шерсти привели к массовой миграции. Так, к 1994 году население сократилось до 3756 человек, а к 2000 году — до 2498 человек. По последним данным на 31 декабря 2006 года население Хатгала составляет 2 796 человек. В результате административной реформы, проведённой в Монголии в постсоциалистический период, Хатгал, как и целый ряд других городов, которые не являлись административными центрами аймаков, утратил статус города, сохранив тем не менее статус населённого пункта городского типа (в монгольской терминологии монг. тосгон), который имеет собственного администратора, назначаемого губернатором аймака, но депутаты местного самоуправления которого входят в совет сомона Алаг-Эрдэнэ. Органы статистики Монголии учитывают данные по Хатгалу отдельной строкой отдельно от сомона Алаг Эрдэнэ.
В 2007 году в поселке был открыт новый аэропорт.

## Известные уроженцы, жители
Геннадий Васильевич Дадочкин, советский хозяйственный, государственный и политический деятель, родился в 1919 году в Хатгале.

## Экономика
Сегодня основу экономики Хатгала составляет туризм. На западном берегу озера Хубсугул, вблизи посёлка, расположено множество туристических баз. В посёлке находится администрация Хубсугульского национального парка. Имеется небольшой аэропорт.